# ニコラス・マリシャル
ニコラス・マリシャル・ペレス（Nicolás Marichal Pérez, 2001年3月17日 - ）は、ウルグアイ・ドゥラスノ県サランディ・デル・イ出身のサッカー選手。ロシア・プレミアリーグ・ディナモ・モスクワ所属。ウルグアイ代表。ポジションはDF。

## クラブ経歴
2021年にナシオナル・モンテビデオのトップチームに昇格。2月8日のリーベル・プレート戦でプロデビュー。翌2021年シーズン以降は先発に定着した。
2022年8月30日、FCディナモ・モスクワと5年契約を結んだ。

## 代表歴
2024年1月に2024年パリオリンピック出場権をかけた2024年 CONMEBOLプレオリンピック大会に、U-23ウルグアイ代表で出場。3月にフル代表初招集。6月にはコパ・アメリカ2024の代表に招集された。